# 浅野典子 (競泳選手)
浅野 典子（あさの のりこ、1955年8月7日- ）は、日本の競泳選手。種目はバタフライ。愛知県名古屋市出身。
名古屋スイミングクラブで小柳清志の指導を受け、椙山女学園高等学校在学中の1972年のミュンヘンオリンピックの100mバタフライで8位、200mバタフライで5位となった。高校卒業後は中京大学に進学、日本学生選手権水泳競技大会の100mバタフライ、200mバタフライで優勝している。
日本選手権水泳競技大会の100mバタフライで1971年に優勝、200mバタフライで1973年に優勝している。